# Turro
Turro – stacja metra w Mediolanie, na linii M1. Znajduje się na viale Monza, w okolicy via Matteo Maria Boiardo, w dzielnicy Turro, w Mediolanie i zlokalizowana jest pomiędzy stacjami Gorla a Rovereto. Została otwarta w 1964.